# Malania oleifera
Malania oleifera är en tvåhjärtbladig växtart som beskrevs av Chun & S.K. Lee. Malania oleifera ingår i släktet Malania och familjen Ximeniaceae. Inga underarter finns listade i Catalogue of Life.